# Teresa Amalia de Lippe-Weissenfeld
Teresa Amalia Franziska Elisabeth Maria zu Lippe-Weissenfel (Viena, 21 de julio de 1925-16 de agosto de 2008) fue una aristócrata austríaca, conocida por ser la primera esposa del empresario y coleccionista de arte Hans Heinrich von Thyssen-Bornemisza (1921-2002).

## Biografía
Hija del príncipe Alfred Oktavio Arthur Anton Maria Josef zu Lippe-Weissenfeld, nacido el 6 de febrero de 1896 y fallecido el 4 de enero de 1970 en Baden (Austria) a la edad de 73 años. El príncipe casó el 3 de agosto de 1921 en Schönborn (Austria) con la condesa Franziska von Schönborn-Buchheim, nacida el 14 de diciembre de 1902 en Schönborn y que fallecería el 12 de septiembre de 1987 en Zürich (Suiza) a la edad de 84 años. 
Teresa tuvo un hermano, el príncipe Alfredo. 
Se casó en primeras nupcias el 1 de agosto de 1946, a los 21 años de edad, con el aristócrata nacido en Scheveningen Heini Thyssen, barón Thyssen-Bornemisza (1921-2002). La pareja tuvo en 1950 a su único hijo, Georg Heinrich, y se divorció cuatro años después.
El 9 de abril de 1960, Teresa se casó con el principe Friedrich Maximilian de Furstenberg, con quien tuvo una hija: la princesa Catalina de Furstenberg.

## Títulos y estilos
- 31 de octubre de 1950 - 1 de agosto de 1946: Su Alteza Serenísima la princesa Teresa Amalia de Lippe-Weissenfeld.

- 1 de agosto de 1946 - 14 de mayo de 1954: Su Alteza Serenísima la princesa Teresa Amalia de Lippe-Weissenfeld, baronesa von Thyssen-Bornemisza.

- 14 de mayo de 1954 - 9 de abril de 1960: Su Alteza Serenísima la princesa Teresa Amalia de Lippe-Weissenfeld.

- 9 de abril de 1960 - 16 de agosto de 2008 Su Alteza Serenísima la princesa Teresa Amalia de Furstenberg.